# Aeroporto de Erechim
O Aeroporto de Erechim - Comandante Kraemer (IATA: ERM, ICAO: SSER) está localizado no município gaúcho de Erechim. Possui uma pista de 1280 metros, pavimentada e sinalizada. Tem coordenadas - Latitude: -27º 39' 39" S / Longitude: -52º 16' 32" W.
Localiza-se na região norte do estado do Rio Grande do Sul, distante cerca de 360 km da capital do estado, Porto Alegre. Atualmente os aeroportos que operam próximos à cidade, dificultando o crescimento do Aeroporto de Erechim, são o Aeroporto de Passo Fundo e o Aeroporto de Chapecó.

## Situação atual
No primeiro semestre de 2010 a governadora do Rio Grande do Sul, Yeda Crusius, inaugurou na cidade a restauração do pavimento asfáltico da pista de pouso/decolagem do aeroporto de Erechim. A obra deve-se ao programa estruturantes "Duplica RS" em convênio com a Prefeitura de Erechim.
Segunda informações da prefeitura, a restauração do pavimento asfáltico da pista de pouso/decolagem com 1.280 x 30m, taxiway com 65 x 15m e pátio de aeronaves com 6.360m² e a sinalização horizontal, será realizada num prazo de quatro meses e ao valor de R$ 1.798.140,49.
A governadora elogiou o aeroporto da cidade e desejou que cada um dos Coredes do estado possam ter um do porte de Erechim.
Estão previstas a ampliação e reforma do Terminal de Passageiros do aeroporto, em 65m², totalizando 330,49m², incluindo a acessibilidade para os portadores de necessidades especiais, climatização, cercamento e mobiliário, no total de R$ 213.169,09 sendo R$ 170.535,27 da SEINFRA – Secretaria de Infra-Estrutura e Logística do Estado com parte dele proveniente do PROFAA – Programa Federal de Auxílio a Aeroportos, e contrapartida do município de Erechim de R$ 42.633,82.
Para 2011, estão previstas a implantação da Seção de Combate a Incêndio, Categoria 4.